# 夜半の寝覚

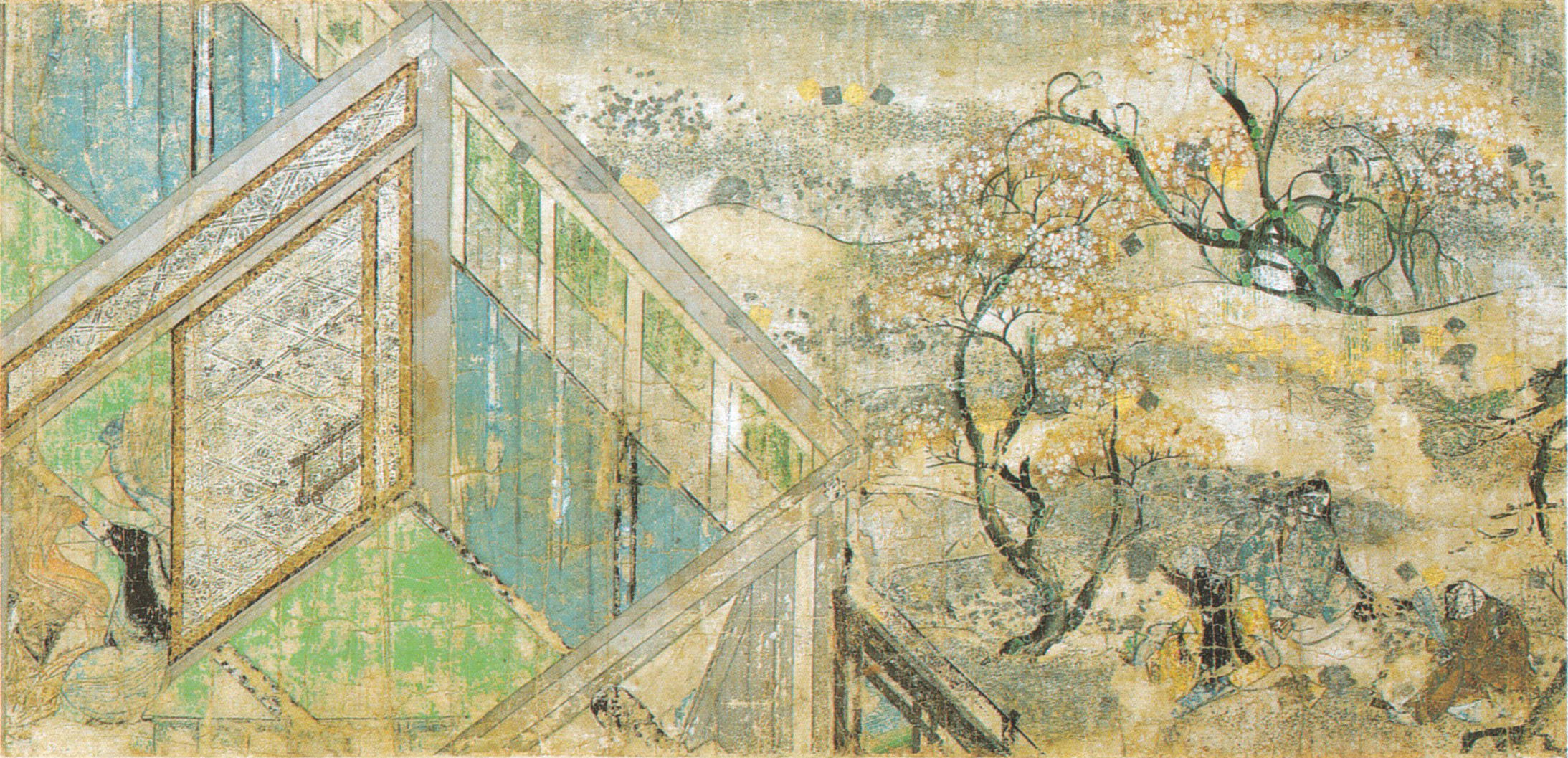
寝覚物語絵巻

『夜の寝覚』（よるのねざめ）は、平安時代後期（後冷泉朝、11世紀後半ごろか）に成立した王朝物語である。

## 概要
『夜半の寝覚』『寝覚物語』『寝覚』などとも称する。作者については現在のところ確定的な説がないが、『更級日記』や『浜松中納言物語』の菅原孝標女であるとする説が有力である。
いわゆる源氏亜流小説のひとつに数えられ、中間と末尾に本文の大きな欠落があるなどの理由から、従来はあまり重視されてこなかったが、戦後、研究の進展や中村真一郎などによる王朝物語の再評価の機運にのって、広く注目を集めるようになった。登場人物たちの心理を克明に観察し、精緻な描写によって定着させてゆく独特な手法が特徴的であり、現在では中古後期を代表する作り物語として評価されている。
なお、中間と末尾の欠落部分（それぞれ中間欠巻部・末尾欠巻部と呼ばれる）は近年になってその一部とみられるものが発見され（後述）、また改作本や複数の資料を併用して、推測・考察が試みられている状況にある。

## 作者
作者については、藤原定家筆御物本更級日記の奥書に「ひたちのかみすかはらのたかすゑ／のむすめの日記也　母倫寧朝臣女／傅のとののははうへのめひ也／よはのねさめ　みつのはままつ／みつからくゆる　あさくら　なとは／この日記の人のつくられたるとそ」という記述が見られることのほかに、拾遺百番歌合にも作者名注記があることから菅原孝標女ではないかという説が長らく定説とされてきた。さらに戦後の寝覚研究のなかで『更級日記』と『浜松中納言物語』の関係に近似的要素が指摘される一方で『寝覚』はそのどちらとも似ない要素が多いことが明らかとなり、現在では別人の作とする説もあらわれている。ただし『寝覚』の独自性は作者の趣向であるという考えかたに基づく論もあり、いまだに孝標女作者説に一定の信憑性が認められることは事実であるといっていい。

## 伝本・資料
諸本は五巻本と三巻本系統に分かれる。三巻本は財団法人前田育徳会尊経閣文庫本のみである。五巻本は島原松平文庫本をはじめとして天理図書館本、国会図書館本、東北大学本、静嘉堂文庫本、実践女子大本の計六本が現存しているが、いずれも中間と末尾に大きな欠巻を持つ。
- 島原松平文庫本

　　近世初期～中期写か。肥前島原松平文庫蔵。国文学研究資料館電子資料館にてデジタル公開。袋綴。五巻。大本。
- 尊経閣文庫本

　　近世初期写か。前田育徳会蔵。袋綴。三巻。大本。

### 欠巻部の資料
欠巻部の資料としては、『無名草子』、『拾遺百番歌合』、『風葉和歌集』のほかに、次のようなものがある。

#### 古筆切
主に知られている古筆切資料としては以下の2種がある。
- 伝後光厳天皇筆切

伝後光厳天皇筆。2014年時点で16葉（合計143行、約2550字）が発見されている。
2003年に『夜の寝覚』の資料ではないかと推測されていたが、2014年に発見された1葉に
という和歌が記載されており、これが『拾遺百番歌合』、『風葉和歌集』、『夜寝覚抜書』（後述）に記載される寝覚の上の歌と一致するため、『夜の寝覚』の写本であると確認された。内容は末尾欠巻部の一部であるとみられる。なお、そのうちの1葉は放射性炭素年代測定によって南北朝時代（14世紀）の書写であることが判明している。
- 伝慈円筆切

伝慈円筆。2018年時点で4葉が発見されている。内容は末尾欠巻部の一部であるとみられる。

#### 改作本『夜寝覚物語』
原作を中世に改作したもの。中巻・末尾欠巻部推測の資料となる。
- 三条家旧蔵本

　室町期の写本。三冊。中村本の親本とみられるが、全5巻のうち巻3までの、しかも巻1の冒頭8丁を欠く残欠本である。巻1と巻3が宮内庁書陵部、巻2が神宮文庫に所蔵。
- 中村本

　中村秋香旧蔵。五冊。完本である。三条家本の写本とみられる。

#### 寝覚物語絵巻
平安時代末期（12世紀後半）の絵巻。詞書の内容は末尾欠巻部に当たるとみられる。

#### 夜寝覚抜書
文化庁蔵。伝後光厳天皇筆。一巻。南北朝時代以前の書写とみられる。中間・末尾欠巻部から9首の和歌を中心に抄出したもの。

#### 小夜衣
中世王朝物語の一つであるが、『抜書』第二場面の内容に表現が類似する箇所があり、中間欠巻部が生じる前の『夜の寝覚』から引用している可能性が高いという指摘がある。

## 粗筋
中間欠巻部と末尾欠巻部の内容は前述する資料を用いた推定に基づく。
- 第一部

太政大臣（後の入道）は妻を亡くし、四人の子供たちをすべて引き取って養育している。そのなかでも中の君は音楽の才能にすぐれ、箏を得意にしていた。その才能を天人も愛でたのであろうか、十三歳の十五夜の夜、天人が降臨して彼女に琵琶の秘曲を伝え、さらに翌年の十五夜にも彼女を訪れて、その数奇な運命を予言して去る。
一方、女君の姉である大君は左大臣の長男中納言（以下男君）と婚約をしていたが、男君は乳母の見舞いに訪れた先で、ふとしたことから方違をしていた中の君と契ってしまう。男君は彼女を別人と混同したままにその場を立ち去っていくのだが、中の君は一夜の関係で中納言の子を身ごもり、相手をだれとも知らないまま懊悩する。
何も知らないまま男君は大君と結婚したが、その後初めて中の君が大君の妹であることに気づき、中の君が生んだ姫君を人知れず引き取って、父左大臣のもとで養育する。しかし秘密は長続きせず、中の君との関係は妻大君の知るところとなり、ついにその結婚生活は破綻する。
- 第二部（中間欠巻部）

中の君（以下寝覚の上）は心ならずも老関白と結婚することとなり、その直前に男君との逢瀬で再び身ごもる。しかし老関白は事実を知りつつも寝覚の上と生まれた男子（まさこ君）を愛し、寝覚の上もやがて寛大な夫に打ち解けていく。自分を遠ざけるようになった寝覚の上に、失意の男君は帝の妹女一宮に心を寄せ結婚、このため妻大君は悲嘆のあまり女子を出産後に亡くなる。やがて老関白も死去、寝覚の上は未亡人となった。
- 第三部

26歳になった寝覚の上は、老関白の長女が尚侍となったのに付き添い参内した際、帝に迫られるも拒み通す。この危機で寝覚の上は改めて男君への思慕を自覚、忍んできた男君と再び逢瀬をもったが、やがて女一宮の病床に寝覚の上の生霊が現れたとの噂が立った。打ちのめされた寝覚の上は父入道の元へ逃れ出家を願うが、慌てた男君は入道に過去の一切を打ち明けた。折しも寝覚の上の懐妊が明らかになり、男君は念願叶って寝覚の上を迎えとったが、彼女の物思いはその後も絶えなかった。
- 第四部（末尾欠巻部）

全巻がそろっていた時代の無名草子の作者の書評などから、母として生きる寝覚の上が書かれていたものと推量される。寝覚の上が幸福な結末を迎えたかそうでないか、論者によって意見が異なる。

## 寝覚物語絵巻
「寝覚物語絵巻」は、夜半の寝覚を絵巻物に制作した平安時代末期の作品である。国宝。